# Jeffrey Hopkins
Jeffrey Hopkins (* 30. September 1940; † 1. Juli 2024 in Vancouver, Kanada) war ein US-amerikanischer Tibetologe.

## Leben
Hopkins lehrte ab 1973 tibetische und buddhistische Studien an der University of Virginia. In mehr als 25 Büchern setzte er sich mit dem tibetischen Buddhismus auseinander. 1983 erschien das einflussreiche Werk Meditation on Emptiness, in dem er die Madhyamaka-Philosophie gemäß der Interpretation der Gelug-Schule des tibetischen Buddhismus präsentierte.
Von 1979 bis 1989 war er Chefdolmetscher des Dalai Lama ins Englische. Zudem hatte er nachhaltigen Einfluss auf die Entwicklung der International Tibet Independence Movement (ITIM).
1991 erkrankte Jeffrey Hopkins an der Lyme-Borreliose. Er starb Anfang Juli 2024 im kanadischen Vancouver.